# Bahnhof Heusenstamm
Der Bahnhof Heusenstamm ist ein ehemaliger Bahnhof und heutiger Haltepunkt in der hessischen Stadt Heusenstamm. Heute dient er ausschließlich dem S-Bahn-Verkehr.

## Geschichte
Die Station Heusenstamm wurde am 1. Dezember 1898 mit der Bahnstrecke Offenbach-Bieber–Dietzenbach eröffnet. Die Personenzüge verkehrten zwischen dem Bahnhof Dietzenbach (Hess) (heute Dietzenbach Bahnhof) und Offenbach (Main) Hbf.
Am 18. Juni 1982 wurde der Personenverkehr auf der Strecke eingestellt. Bis dahin hatte der Bahnhof einen Fahrkartenschalter. Die Strecke diente danach nur noch dem Güterverkehr. Zum Fahrplanwechsel 2003/2004 am 14. Dezember 2003 nahm auf der Strecke die S-Bahn-Linie S2 (Niedernhausen–Dietzenbach) der S-Bahn Rhein-Main den Betrieb auf. 
Der Bahnhof besaß früher einen Hausbahnsteig und einen Mittelbahnsteig. Im Zuge des zweigleisigen Ausbaus für die S-Bahn wurde der Bahnhof zum Haltepunkt zurückgebaut und erhielt in den Jahren 2001 bis 2003 zwei barrierefreie Seitenbahnsteige. Zeitgleich wurde die Strecke elektrifiziert.

## Empfangsgebäude

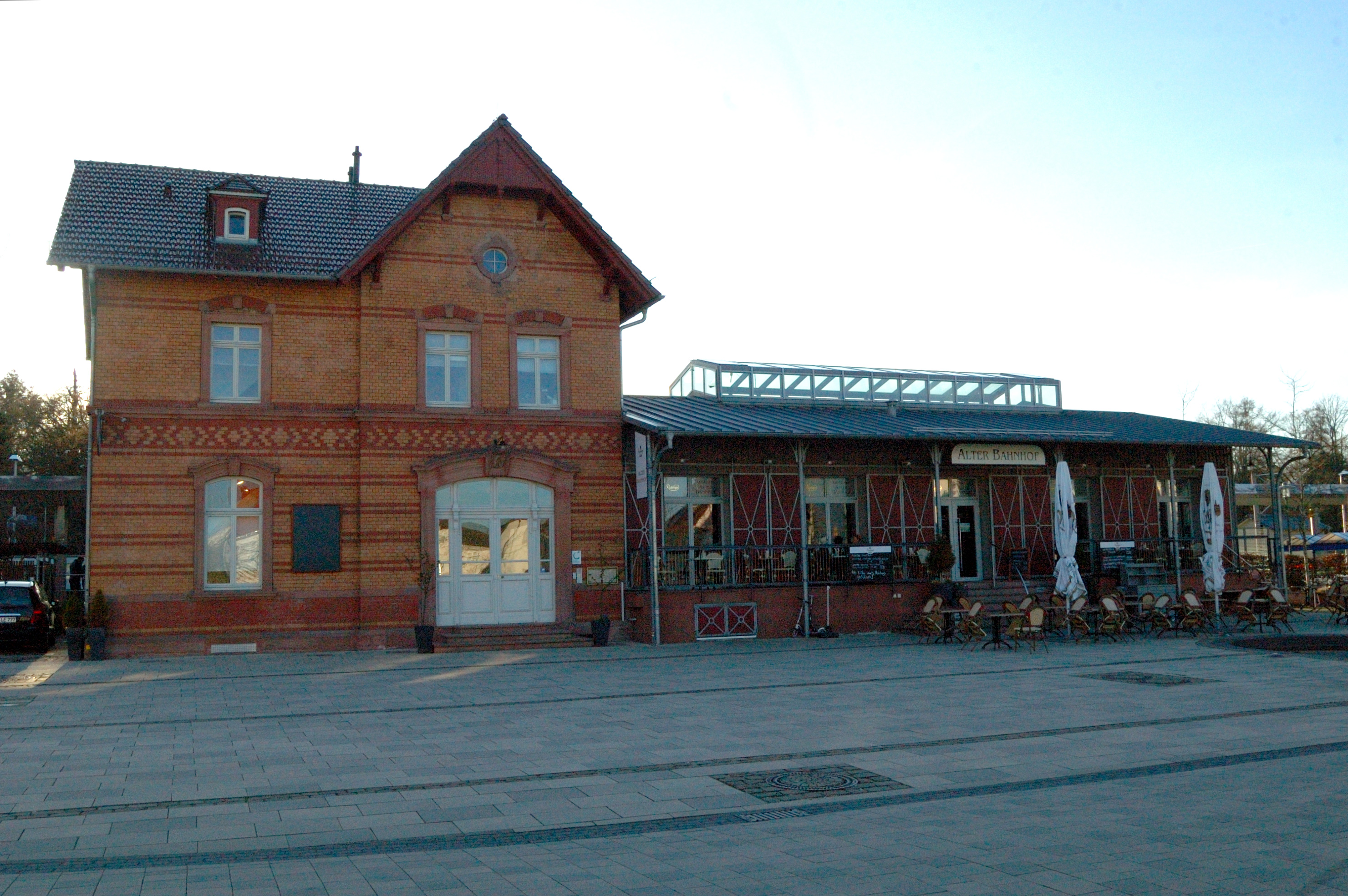
Empfangsgebäude

Das denkmalgeschützte Empfangsgebäude aus dem Jahr 1898 ist ein Kulturdenkmal nach dem Hessischen Denkmalschutzgesetz. Der zweigeschossige Backsteinbau befindet sich seit dem Jahr 2006 im Privatbesitz und wird heute vom Restaurant „Alter Bahnhof“ genutzt.

## Betrieb

### Schienenverkehr
Der Haltepunkt dient heute ausschließlich den S-Bahnen der Linie S2. Diese fahren nach Niedernhausen über Offenbach, Frankfurt und Hofheim. In der Gegenrichtung verkehrt die S2 nach Dietzenbach.
Alle S-Bahnen verkehren in einem Grundtakt von 30 Minuten. Zur Hauptverkehrszeit wird dieser Grundtakt auf einen 15-Minuten-Takt verdichtet.
| Linie | Verlauf | Takt                    |
| ----- | --- | ----------------------- |
| S2    | Niedernhausen (Taunus) – Niederjosbach – Bremthal – Eppstein – Lorsbach – Hofheim (Taunus) – Kriftel – Frankfurt-Zeilsheim – Frankfurt-Höchst Farbwerke – Frankfurt-Höchst – Frankfurt-Nied – Frankfurt-Griesheim – Frankfurt (Main) Hbf tief – Frankfurt (Main) Taunusanlage – Frankfurt (Main) Hauptwache – Frankfurt (Main) Konstablerwache – Frankfurt (Main) Ostendstraße – Frankfurt (Main) Mühlberg – Offenbach-Kaiserlei – Offenbach Ledermuseum – Offenbach Marktplatz – Offenbach (Main) Ost – Offenbach-Bieber – Heusenstamm – Dietzenbach-Steinberg – Dietzenbach Mitte – Dietzenbach Bhf | 30 min 15 min (zur HVZ) |

### Busverkehr
Die Station wird von den Linien OF-30, OF-96 und X19 der BRH ViaBus GmbH angefahren. Außerdem verkehrt spätabends und sonntags das Anruf-Sammel-Taxi OF-38.